# ويكيبيديا السيليسية
ويكيبيديا السيليسية (السيليزية:Ślōnskŏ Wikipedyjŏ) هي النسخة السيليزية من موسوعة ويكيبيديا.

## التاريخ
جرت المحاولة الأولى لإطلاق ويكيبيديا السيليسية في مارس 2006، ولكن بسبب التعليقات السلبية في قسم المناقشة رفض الاقتراح. في 18 يوليو 2007 سجلت إس آي إل الدولية رسميًا اللغة السيليزية في قائمة اللغات، ومنحتها المنظمة الدولية للمعايير رمز (szl).
قُدم طلب ثان لمشروع ويكيبيديا السيليسية في 19 مارس 2008 وبعد الموافقة المبدئية على الاقتراح (100٪) في 31 مارس 2008، أنشئ مشروع اختباري في حاضنة ويكيميديا. في الشهر التالي احتوى المشروع على 100 مقالة سيليسية. بعد شهرين، نفذت جميع المتطلبات الثمانية اللازمة لإنشاء ويكيبيديا جديدة، وأخيراً تأسست ويكيبيديا سيليزيا في 26 مايو 2008. أنشئت المقالة رقم 1000 في 15 نوفمبر 2008.
في أكتوبر 2010، ذُكرت ويكيبيديا سيليزيا كواحدة من الأسباب التي جعلت اللغة السيليزية واحدة من اللغات الإقليمية في بولندا.

## الإحصائيات
| عدد المستخدمين المسجلين | عدد المستخدمين النشيطين | عدد المقالات | صفحات المحتوى | عدد التعديلات | عدد الملفات المرفوعة | عدد الإداريين |
| ----------------------- | ----------------------- | ------------ | ------------- | ------------- | -------------------- | ------------- |
| 27٬155                  | 44                      | 58٬986       | 75٬194        | 376٬965       | 0                    | 3             |